# Bund proletarisch-revolutionärer Schriftsteller

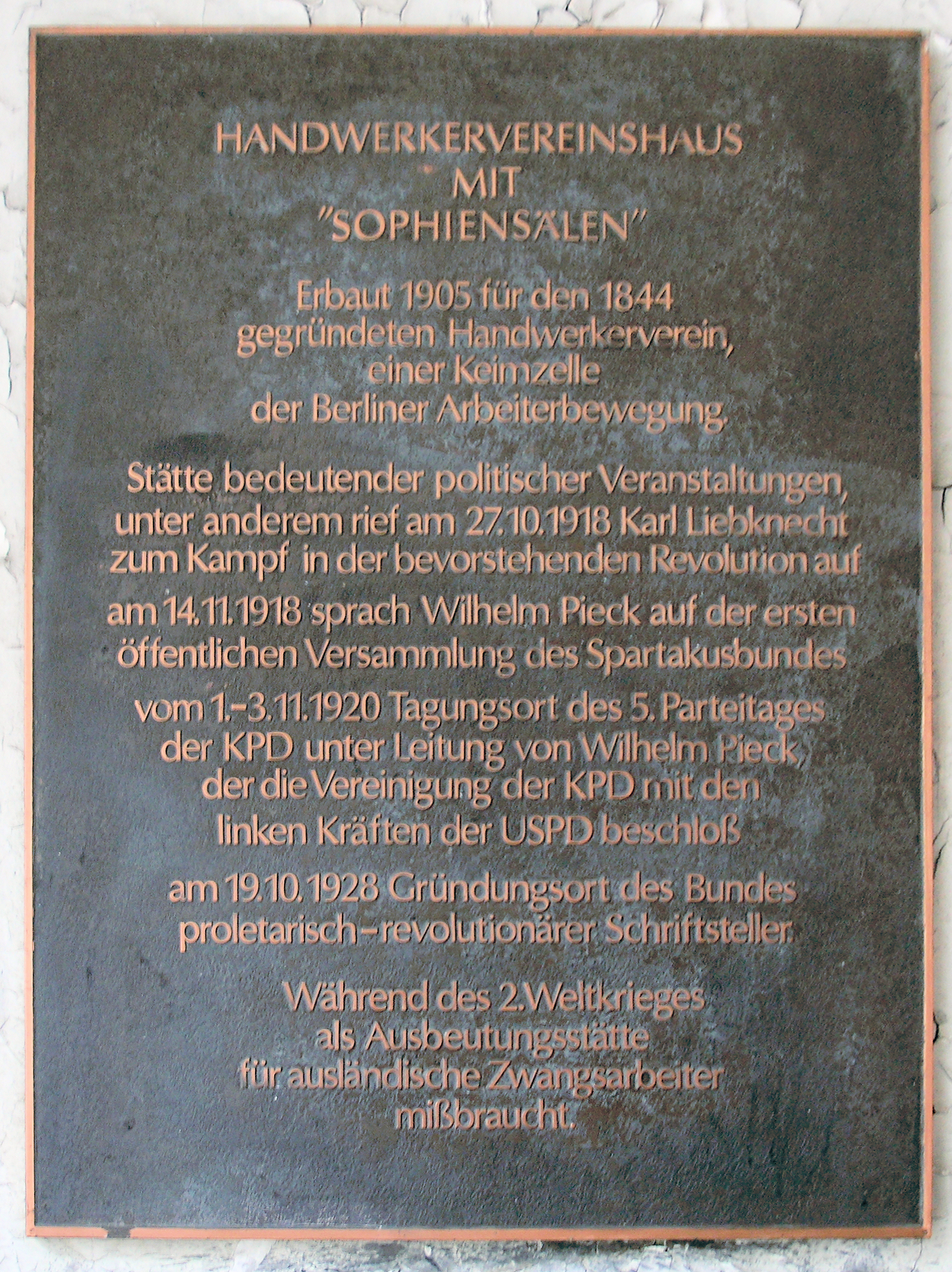
Gedenktafel am Haus Sophienstraße 18 in Berlin-Mitte

Der Bund proletarisch-revolutionärer Schriftsteller Deutschlands, gegründet am 19. Oktober 1928 in Berlin, wurde 1929 oder 1930 ins Vereinsregister eingetragen. Der Schriftstellerverband stand der KPD in der Weimarer Republik nahe.

## Geschichte
Die Mitglieder des Bundes bestanden aus zwei Gruppen: Einerseits waren es „bürgerliche“ Schriftsteller, die sich innerhalb der KPD engagierten und offen für neue experimentelle Literaturformen waren. Andererseits gab es echte Arbeiter, wie Hans Marchwitza, Willi Bredel und Kurt Held, die über die Arbeiterkorrespondenzbewegung der KPD zum Schreiben gekommen waren und jetzt nach Publikationsmöglichkeiten suchten.
Die Machtkämpfe zwischen beiden Gruppen bestimmten die Entwicklung des Bundes. Die bürgerlichen Schriftsteller warfen den Proletariern die mangelnde Qualität ihrer Produkte vor; die Arbeiterschriftsteller behaupteten, Bürgerliche könnten überhaupt keine proletarische Literatur verfassen.
1931 griff Georg Lukács in die Diskussionen des BPRS ein. Er lehnte dabei die Formexperimente der bürgerlichen Autoren ebenso ab wie die Werke der proletarischen Autoren, die ihn sprachlich und formal allzu penetrant an den Stil kommunistischer Schulungsunterlagen erinnerten. Beiden Gruppen stellte er die bürgerliche Literatur des 19. Jahrhunderts als Vorbild gegenüber.

Lukács wurde damit zu einem der ersten theoretischen Begründer des sozialistischen Realismus, doch wurde seine Position erst in der Zeit des Exils verbindlich.
Die Mitgliederzeitschrift war Die Linkskurve, deren letzte Ausgabe am 1. Dezember 1932 erschien Nach der Machtergreifung bestand der Bund noch einige Zeit weiter, so in Prag, Paris, Wien, wo im Frühjahr 1930 der Bund der proletarisch-revolutionären Schriftsteller Österreichs gegründet worden war, und in der Schweiz.

## Organisation des Bundes
Als Sekretär fungierte Ludwig Renn, der auch presserechtlich für die Zeitschrift verantwortlich zeichnete. Die Abonnentenbeiträge wurden auf das Konto von Karl Paul Körner überwiesen. Der monatliche Beitrag belief sich auf 75 Pfenning im Monat. In Bochum leitete Paul Knoop die Ortsgruppe, in Braunschweig Walter Grünhagen, in Bremen Hans Weile, in Breslau Johann Aust, in Dortmund August Heimann bzw. Emil Kostburg bzw. Hans Kwella, in Dresden Richard Sprengler, in Duisburg-Hamborn Heinz Bähr, in Düsseldorf Alfred Fuhrmann, in Erfurt Herbert Barth, in Hamm Otto Matzek, in Essen Hans Marchwitza bzw. Artur Jopp, Franz Krey, in Frankfurt am Main das IFA Büro bzw. P. W. Eschenbam, in Halle an der Saale Wolf Schütze, in Hamborn Hans Marchwitza, in Hamburg Emil Kritzky bzw. Heinz Liepmann bzw. Georg Erich Block, in Hannover Gustav Schenk, in Hindenburg in Oberschlesien Wilhelm Tkaczyk bzw. Gerhart Baron bzw. Berta Schilder, in Krefeld H. Brackelmanns, in Leipzig Wilhelm Tucholke bzw. Johann Kirsche, in Magdeburg Erich Reinhardt, in München Rudolf Singer, in Oldenburg Fanny Mütze-Specht, in Oppeln Josef Wiesalla, in Stuttgart Anni Geiger-Gog und in Wiesbaden Georg W. Manfred bzw. Friedrich Röstel.

## Bund proletarisch-revolutionärer Schriftsteller Österreichs
In April Heft 1930 schrieb die Links-Kurve über die Gründung der österreichischen Gruppe. „1. Vorsitzender : Ernst Fabri 2. Vorsitzender: Hans Maier 1. Schriftführer: Lili Körber 2. Schriftführer: Fritz Bartl 1. Kassierer Franz Millik 2. Kassierer: Max Lazarowitsch Beisitzer Hilde Wertheim Paul Antl Franz Hladik Erwin Zucker.“ Am 7. März 1934 wurde der Bund proletarisch-revolutionärer Schriftsteller Österreichs formell aufgelöst.

## Mitglieder
- Alexander Abusch
- Willy Adam
- Gertrud Alexander (GGL)
- Bruno Apitz
- Erich Arendt
- Theodor Balk (und T. K. Fodor sind Pseudonyme von Fodor Dragut)[10]
- Gerhart Baron
- Johannes R. Becher (Gründungsmitglied)
- Otto Biha
- Hertha Block
- Herbert Bochow
- Julian Borchardt (Gründungsmitglied)
- Willi Bredel
- Karl Bröger
- Elfriede Brüning
- Albert Daudistel (20. Mai 1930 ausgeschlossen)
- Fritz Domning (verantwortlich für die Rubrik „Neue Bücher“ in der Linkskurve)
- Lex Ende
- Andor Gábor
- Ernst Glaeser
- Anni Geiger-Gog
- Otto Gotsche
- Karl Grünberg (Gründungsmitglied)
- Hans Günther
- Willy Harzheim
- Paul Haugk (Gründungsmitglied)
- Albert Hotopp
- Kurt Huhn (Gründungsmitglied)
- Pelle Igel alias Julius Hans Woile (Bremen)
- Hans Jäger
- Peter Kast
- Egon Erwin Kisch (Gründungsmitglied)
- Johannes Kirsche-Harms
- Kurt Kläber (Kurt Held) (Gründungsmitglied)
- Jan Koplowitz
- Franz Krey
- Alfred Kurella
- Franz Leschnitzer
- Berta Lask (Gründungsmitglied)
- Maria Leitner
- Hans Lorbeer (Gründungsmitglied)
- Georg Lukács
- Hans Marchwitza
- Peter Maslowski
- Klaus Neukrantz
- Ernst Ottwalt
- Jan Petersen (Pseudonym Hans Schwalm)
- Karl Peterson
- Georg W. Pijet (Pseudonym Peter Pinkekan) Vorstandsmitglied
- Erwin Piscator
- Paul Polte alias Peter Polter
- Ludwig Renn (Gründungsmitglied)
- Trude Richter
- Walter Rispeter (1932 Hamburg)
- Frida Rubiner
- Willy Sachse (Gründungsmitglied)
- Adam Scharrer
- Walter Schönstedt
- Anna Seghers (Gründungsmitglied)
- Slang (Gründungsmitglied)
- Kurt Steffen (1932 2. Sekretär des BPRS)
- Alexander Graf Stenbock-Fermor
- Bernhard  und Charlotte Temming
- Lisa Tetzner
- Wilhelm Tkaczyk
- Wilhelm Tucholke (Gründungsmitglied)
- Berta Waterstradt
- Jakob Weber
- Erich Weinert (Gründungsmitglied)
- Franz Carl Weiskopf
- Grete Weiskopf
- Helmut Weiß alias Hans Wendt (Bremen)
- Berta Wiener
- Karl August Wittfogel
- Annegret Wölk
- Friedrich Wolf
- Carl Wüsthoff
- Max Zimmering
- Hermynia Zur Mühlen

Aktiv im Bund war zudem die Bibliothekarin Hertha Block, die im SA-Gefängnis Papestraße eingekerkert wurde. Zum Gedenken an Block wurde die 2012 eröffnete Hertha-Block-Promenade in Berlin nach ihr benannt.

## Quelle
- Johannes R. Becher, Kurt Kläber, Hans Marchwitza, Erich Weinert, Ludwig Renn (Hrsg.) Die Links-Kurve. Internationaler Arbeiterverlag, Berlin 1929–1932.
- Johannes R. Becher, Kurt Kläber, Hans Marchwitza, Erich Weinert, Ludwig Renn (Hrsg.) Die Links-Kurve. 4 Bände. Druck-Verlags-Vertriebs-Kooperative, Frankfurt 1971. (= Kleine Bücherei des Marxismus-Leninismus Band 8–11)